# Spark the Fire
Spark the Fire è un brano musicale della cantante statunitense Gwen Stefani, pubblicato il 1º dicembre 2014 come secondo singolo estratto dal suo terzo album, di prossima pubblicazione.

## Tracce
Download digitale
Testi di Gwen Stefani, musiche di Pharrell Williams; edizioni musicali Interscope Records.
1. Spark the Fire – 3:22

## Classifiche
| Classifica (2015) | Posizione massima |
| ----------------- | ----------------- |
| Cile              | 83                |